# Луг (Качановская волость)
Луг (латыш. Lugi) — деревня в Палкинском районе Псковской области России. Входит в состав Качановской волости.
Расположена на берегу реки Опочна, в 42 км к юго-западу от райцентра Палкино и в 3 км к юго-востоку от волостного центра, села Качаново. Северо-западнее находится деревня Ладыгино, юго-восточнее — Сорокино, юго-западнее — Машково.
Численность населения деревни по оценке на конец 2000 года составляла 57 человек.
C 1920 до 1944 гг. входила в состав Яунлатгальского (Абренского) уезда Латвии.